# Понятовський Щенсний Адамович
Щенсний Адамович Понятовський (22 квітня 1857, Цепцевичі над Горинем, Волинська губернія — 31 травня 1936, Цепцевичі над Горинем, Луцького повяту, Волинського воєводства) — землевласник, член Державної думи Російської імперії.

## Біографія
Польський дворянин. Народився в родині Адама Станіслава Понятовського та Зофії уродженої Фелінської. Під час Повстання 1864 його батьків заслали до Сибіру, тому виховався у родичів (Фелінських і Вижгів). Він навчався в середній школі спочатку у Варшаві, а з 1874 року в Ярославі на Волзі, де після смерті батька перебував під опікою свого дядька, архієпископа Фелінського. Середню школу він склав близько 1879 року у Влодзімежі.
Випускник юридичного факультету Київського університету. Служив присяжним повіреним(адвокатом) в адвокатській конторі Влодзімєжа Спасовича в Санкт-Петербурзі. Володів землею у Луцькому повіті Волинської губернії.
У 1890—1897 роках керував власною адвокатською конторою в Даугавпілсі, а потім повернувся до відновленого маєтку в Цепцевичах. Крім хліборобської діяльності, він займався громадсько-політичною роботою і був одним із найвідоміших польських діячів на Поліссі та Волині. У 1900 р. брав участь в організації Товариства взаємного кредитування «Bank Polski» в Луцьку, а потім довголітнім його президентом. Під його керівництвом товариство розгорнуло плідну сільськогосподарську та комерційну діяльність, засновану на комісійних принципах. У 1904–6, коли полякам вдалося добитися певних поступок від російського уряду, він налагодив контакти з політичними діячами Житомира, Кам'янця, Києва, Варшави, Москви, Петербурга. У 1905 р. брав участь у двох всеросійських з'їздах земельних діячів у Москві (у вересні та листопаді), на яких обговорювалося національне питання, зокрема польське. П. тоді виступав за надання Україні політичної автономії. У 1903 році разом з Влодзімєжем Грохольським, Томашем Міхаловським, Вільгельмом Куліковським та ін. він заснував підпільну організацію «Zrzzenie», метою якої був захист інтересів поляків у Росії, заснування таємних польських шкіл, а згодом агітація за вибори до І Думи. У цей період він брав участь у створенні «Dziennik Kijowski», в якому публікував свої статті, зокрема: "Про аграрну справу "(Р. 1: 1906 № 2, 19).
14 квітня 1906 був обраний депутатом від Волинської губернії до І Державної Думи, поряд з Юзефом Потоцьким і Влодзімєжем Ґрохольським, і був єдиним поляком, який увійшов до президії Думи як заступник секретаря.
Увійшов до складу групи Західних околиць. Товариш секретаря Першої Державної Думи, входив до Аграрної комісії. Брав участь у дебатах з аграрного питання, про Білостоцький погром тощо.
За уряду П.Столипіна, органи місцевого самоврядування, які мали стати знаряддям русифікації на Волині, сприяли значному розвитку цих територій завдяки перевазі в їхньому правлінні поляків. Понятовський діяв в окружних і губернських землях, де він був головою комітетів зв'язку і фінансів. Завдяки його ініціативі на Волині було розгорнуто дорожнє будівництво, розширено телефонну мережу, розпочато розробку детальної карти Волині, у 1915 році для розробки волинських родовищ корисних копалин було створено товариство «Камень», досягнення якого використовувалися вже в 1920-х роках. У цей період входив до складу окружного комітету Південно-Західної залізниці та комісії з удосконалення сільського господарства, належав до Товариства сприяння польській сільськогосподарській науці, брав участь в організації споживчого кооперативу в Цепцевичах, подарувавши для цього майдан і будинок, де згодом була створена школа. Створив лучно-болотної дослідної станції на Чемерненському торфовищі, яка спочатку була філією Інституту грязелікування в Мінську. Її роботи охоплювали важливі для Полісся питання водовідведення, екології та метеорології.
12-15 серпня 1917 року в Москві взяв участь у роботі Державної наради.
У 1919 р. приїхав до Варшави, де на прохання польської делегації, що їхала на Паризьку конференцію, написав доповіді про корисні копалини та винокуріння Волині. У березні 1919 року він повернувся до Влодзімежа. Очолив Товариство Допомоги жертвам війни та протягом року керував акцією надання харчової допомоги населенню. У 1920 р. став суддею окружного суду в Луцьку й організовував польське судочинство на Волині. У 1922–32 рр. — нотаріус у Сарнах. Почав відновлювати роботу лучно-болотної станції, роботу якої перервала війна. У 1924 році він був запущений Експериментальний завод з вирощування торфу поблизу Сарн під керівництвом родича пана Броніслава Хамета. До 1936 р. П. входив до складу правління кафедри, яка перетворилася на найбільший у Польщі науково-дослідний центр з вирощування та осушення торфовищ, лук і пасовищ. Писав статті про діяльність комбінату та благоустрій Полісся в «Gazeta Rolnicza», зокрема: «Полісся, майбутні польські Нідерланди» (Р. 66: 1926), «Про осушення Полісся» (Р. 68: 1928). Працював на громадських засадах у Гуртку окружної ради, кошторисній комісії з податкових справ, був радником повітового збору в Сарнах, куратором фундації ім. Марії Чижевичової для офіцерів-інвалідів у маєтку Бережки (до 1936 р.), а сам подарував 100 га землі для осадників — колишніх вояків Війська Польського.
Помер 31 травня 1936 у Цепцевичах над Горинем, Луцького повяту, Волинського воєводства. Похований у Брежницькій парафії.

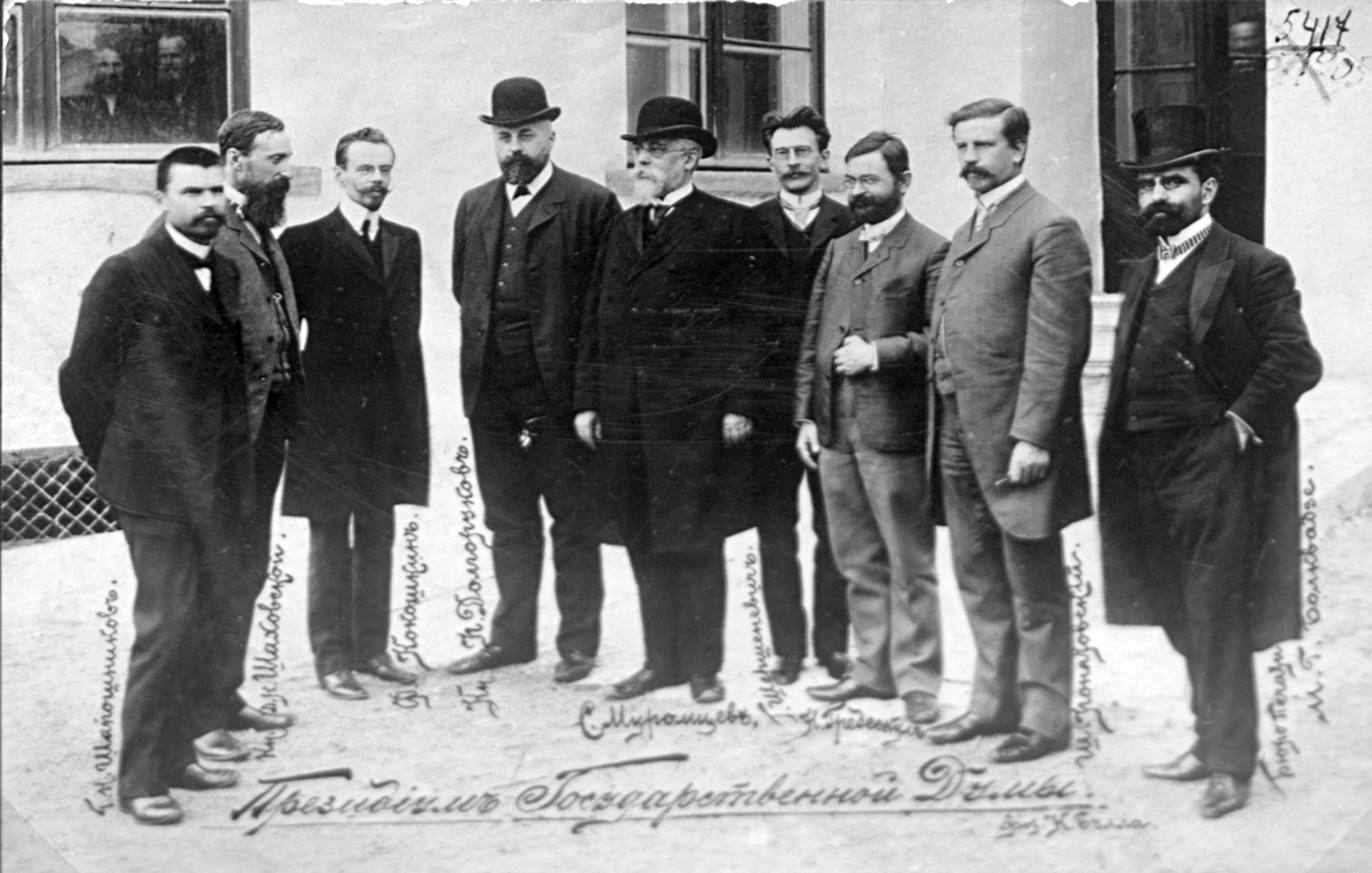
Президія I Державної Думи. Зліва направо: Г. М. Шапошников (від Трудової групи), Д. І. Шаховський, Ф. Ф. Кокошкін, П. Д. Долгоруков, С. А. Муровцев, Г. А. Шершеневич, Н. А. Гредескул, Щ .Понятовський (від автономістів) та голова Бюро друку М. Г. Болквадзе.

## Родина
- Брат — Казимир Юзеф Понятовський (1854—1934).